# Dagur Kári
Dagur Kári, ursprungligen Dagur Kári Pétursson, född 12 december 1973 i Paris, är en isländsk filmregissör. Han är son till författaren Pétur Gunnarsson. Han studerade vid Den Danske Filmskole och är känd för sina torrt humoristiska skildringar av människor i utanförskap. Han utgör ena halvan i musikduon Slowblow som gjort musiken till alla hans filmer.

## Filmografi (i urval)
- Fiðlusmiðurinn (1997) – kortfilm
- Old Spice (1999) – kortfilm
- Lost Weekend (1999) – kortfilm
- Villiljós (2001)
- Nói albinói (2003)
- Voksne mennesker (2005)
- The Good Heart (2009)
- En väldig vänskap (2015)